# Niepamięć (film 2013)
Niepamięć (ang. Oblivion) – amerykański film akcji science fiction z 2013 roku w reżyserii Josepha Kosinskiego. Wyprodukowana przez Universal Pictures. W filmie występują Tom Cruise, Olga Kurylenko, Andrea Riseborough, Morgan Freeman, Melissa Leo, Zoë Bell i Nikolaj Coster-Waldau.
Światowa premiera filmu miała miejsce 10 kwietnia 2013 roku w Wielkiej Brytanii i we Francji, a dzień później 11 kwietnia 2013 roku w Australii. W Stanach Zjednoczonych i Polsce premiera filmu odbyła się 19 kwietnia 2013 roku.

## Fabuła
Jest rok 2077. Jack Harper (Tom Cruise) i Victoria Olsen (Andrea Riseborough) są jednymi z nielicznych ludzi na Ziemi. Sześćdziesiąt lat wcześniej obca rasa zniszczyła Księżyc i zaatakowała Ziemię. Ludzkość wygrała wojnę, jednak broń nuklearna zniszczyła planetę. Nie nadawała się ona odtąd do zamieszkania. Jack wraz z Victorią tworzą zespół odpowiedzialny za naprawdę dronów bojowych, które polują na tzw. „Sępy”. Pod dowództwem dyrektor Sally z pokładu stacji kosmicznej TET orbitującej wokół Ziemi strzegą również generatorów, przetwarzających wodę morską w energię termojądrową. Wkrótce wyruszyć mają do nowego domu na Tytanie, gdzie osiedlić ma się ludzkość. Mimo iż ich wspomnienia zostały wymazane, do Jacka wciąż powracają sny o pewnej nieznanej kobiecie i życiu przed wojną.
Podczas jednej z misji, Jack odkrywa ruiny nowojorskiej biblioteki. Ledwo udaje mu się uciec z zasadzki, zastawionej przez Sępy. Odkrywa jednak, że korzystają oni z anteny Empire State Building do przesyłania współrzędnych w kosmos. Wyłącza nadajnik. Odwiedza swoją sekretną chatkę, wypełnioną pamiątkami i wspomnieniami z poprzedniego życia na Ziemi.
Po rozbiciu się nieznanego obiektu Jack znajduje pięć osób w komorach w stanie snu delta. Jedną z osób jest kobieta z jego snów. Drony zabijają zahibernowanych ludzi, Jackowi udaje się jednak ocalić jedną z nich. Zabiera ją do bazy, gdzie wraz z Victorią udaje się ją wybudzić. Okazuje się, że Julia w śnie spędziła 60 lat. Załoga w statku Odyssey wyruszyła jeszcze przed wojną.
Jack wraz z Julią wracają do wraku statku, w poszukiwaniu czarnej skrzynki, która zarejestrowała co wydarzyło się przed wypadkiem. Wpadają jednak w pułapkę Sępów, którzy zabierają ich do swojej kryjówki. Ich przywódca Malcolm Beech (Morgan Freeman) ujawnia, że Sępy to tak naprawdę ludzie, przebrani, aby zabezpieczyć się przed dronami. W międzyczasie bazę Sępów atakuje dron, a Jack i Julia uwolnieni zostają, aby odkryć prawdę o „strefie promieniowania”. Kiedy docierają do Empire State Building Julia przyznaje, że jest żoną Jacka.
W tym czasie Victoria namierza Jacka i Julię. Zazdrosna, widząc ich razem, ostrzega Sally, donosząc na Jacka. Ta wysyła drona, który zabija Victorię, zanim Jack zdąży przekonać ją o zakłamaniu i manipulacji. Jack i Julia uciekają swoim statkiem, niszcząc ścigające ich drony. Zmuszeni są przekroczyć granicę strefy promieniowania. Natrafiają na zniszczonego drona, którego przybył naprawić inny technik „Tech 52”. Okazuje się, że jest to klon Jacka. W walce Julia zostaje postrzelona, ale Jackowi udaje się ją uratować. Zabiera Julię do swojego domu, gdzie ta dochodzi do siebie.
Wracają do bazy Sępów, gdzie Beech wyjaśnia im, że TET stanowi sztuczną inteligencję, zdeterminowaną by zniszczyć ludzkość i przejąć zasoby Ziemi. Po destrukcji Księżyca najechał Ziemię z armią dronów i klonów Jacka, by zwyciężyć ludzkość. Ucieczka na Tytana okazuje się być iluzją. Jack przeprogramowuje schwytanego drona, aby zniszczyć TET, jednak dochodzi do ataku dronów na bazę Sępów. Beech zostaje ranny, a dron trwale uszkodzony.
Jack, za zgodą Julii, decyduje dostarczyć ją na TET, aby umożliwić infiltrację stacji kosmicznej i zniszczenie jej. Po drodze Jack odsłuchuje nagrań z czarnej skrzynki. Dowiaduje się prawdy. Był dowódca misji NASA, mającej za zadanie zbadać Tytana. Victoria była drugim pilotem, Julia zaś członkiem załogi, a Sally dyrektorem misji na Ziemi. W trakcie lotu Jack wyrzucił część hibernującej załogi, podczas gdy oni i Victoria zostali schwytani i sklonowani.
Kiedy Jack wchodzi do TET, dostrzega tysiące klonów siebie i Victorii. Zostaje wpuszczony. Zaraz po tym otwiera komorę, w której znajduje się nie Julia, a Beech. Udaje im się zdetonować ich bombę, niszcząc TET, poświęcają jednak swoje życie.
Trzy lata później Julia mieszka w chacie Jacka wraz z ich córeczką. Pewnego dnia dostrzegają ocalałych członków ruchu oporu, wraz z Technikiem 52, który odzyskał wspomnienia Jacka.

## Obsada
- Tom Cruise jako Jack Harper
- Morgan Freeman jako Malcolm Beech

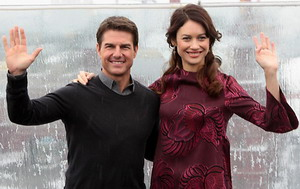
W kwietniu 2013, Tom Cruise i Olga Kurylenko na trasie promocyjnej.

- Olga Kurylenko jako Julia Rusakova
- Andrea Riseborough jako Victoria Olsen
- Nikolaj Coster-Waldau jako Sykes
- Melissa Leo jako Sally
- Zoë Bell jako Kara

## Produkcja
Kosinski chciał nakręcić filmową wersję powieści graficznej Oblivion, którą zaczął pisać wspólnie z Arvidem Nelsonem dla Radical Comics. Nie została ona jednak nigdy ukończona. W jednym z wywiadów wyjaśniał, że współpraca z Radical Comics pozwoliła mu pogłębić pracę nad tą historią, poprzez stworzenie serii obrazów i dalsze udoskonalanie fabuły, które trwało lata. Mimo że historia nigdy nie została wydana w formie powieści ilustrowanej, intencją reżysera zawsze było stworzenie z niej filmu.
Scenariusz filmu napisany został pierwotnie przez Kosinskiego i Williama Monahana. Po raz pierwszy przepisany został przez Karla Gajduska. Kiedy prawa do filmu od Walt Disney Pictures przejął Universal, dokonano ostatecznego przepisania scenariusza.
Bubble Ship, obsługiwany przez głównego bohatera – Jacka 49, został zainspirowany helikopterem Bell 47, użytkowym pojazdem z 1947 roku z przezroczystym okrągłym daszkiem, który Kosinski widział w holu Muzeum Sztuki Nowoczesnej na Manhattanie. Przyrównał go do ważki. Daniel Simon, który wcześniej pracował z Kosinskim jako główny projektant pojazdów przy Tron: Legacy, miał za zadanie stworzyć Bubble Shipa na tej podstawie, łącząc elementy przypominające zaawansowanego myśliwca Bell 47. Miał stworzyć lekki, funkcjonalny pojazd, który był zarówno praktyczny, jak i estetyczny, podobnie jak w filmie 2001: Odyseja kosmiczna, którym się zainspirował.

## Casting
Tom Cruise wcześniej już zainteresowany był rolą w filmie. Oficjalnie poinformowano o tym 20 maja 2011. Do roli Julii rozważano również inne aktorki, np. Jessica Chastain, Olivia Wilde, Brit Marling, Noomi Rapace. Pierwotnie rolę otrzymała Jessica Chastain, ostatecznie jednak rolę powierzono Oldze Kurylenko. Przygotowując się do roli, aktorka oglądała filmy szkoleniowe dla astronautów, a także klasyki gatunku science fiction i romanse, takie jak np. Solaris, Casablanca. Kurylenko w jednej z rozmów powiedziała, że fabuła filmu Niepamięć, tak jak i fabuła Solaris, dotyczy tego samego – kosmosu i pamięci.
Do roli Victorii producenci rozważali Hayley Atwell, Diane Kruger i Kate Beckinsale. Po nagraniu próbnych scen z Tomem Cruise'em, wybrano Andreę Riseborough.

## Realizacja
Produkcja rozpoczęła się 12 marca 2012, a zakończyła 14 lipca 2012. Filmowano w Baton Rouge i Nowym Orleanie, a także w Luizjanie. Okres zdjęciowy trwał około 3 miesięcy, w tym 69 dni kręcono w Luizjanie, 11 dni w Nowym Jorku, kilka dni w Mammoth w Kalifornii, a 10 dni na Islandii. Oprócz pokazania wulkanicznych krajobrazów Islandii, reżyser filmu Joseph Kosinski starał się wykorzystać światło dzienne, aby w przeciwieństwie do filmów takich jak Obcy, Niepamięć wyróżniała się światłem dziennym.
Sceny rozgrywające się w idyllicznym leśnym odosobnieniu Harpera zostały sfilmowane w Black's Pond w June Lake w Kalifornii.
Niepamięć nakręcono kamerą Sony CineAlta F65. Do scen, które wymagały trzymania kamery w ręku wykorzystywano Red Epic, Film został nakręcony w rozdzielczości 4K, w zastrzeżonym formacie RAW firmy Sony, ale ze względu na koszty, zarówno cyfrowa wersja pośrednia, jak i ostateczna została wykonana w rozdzielczości 2K.
Aby uzyskać materiał filmowy niezbędny do stworzenia iluzji, że dom Jacka i Victorii znajduje się wysoko nad chmurami, Pixomondo (firma od efektów specjalnych), wysłała ekipę, aby filmowała widok ze szczytu Haleakala na Hawajach przez cztery dni za pomocą trzech kamer Red Epic zamontowanych obok siebie, na jednym stanowisku. Biuro Pixomondo w Stuttgarcie połączyło następnie dane z trzech kamer, tworząc jeden gigantyczny strumień wideo i wyprodukowało wiele różnych klipów z różnymi porami dnia, które miały być wyświetlane na planie.

## Premiera filmu i dystrybucja
Szczegóły dotyczące filmu długo trzymano w tajemnicy. Promocja rozpoczęła się w kwietniu 2012, a fragment materiału filmowego pokazany został podczas CinemaCon 2012, mimo że zdjęcia rozpoczęły się zaledwie miesiąc przed wydarzeniem.
Niepamięć po raz pierwszy zaprezentowano 26 marca 2013 w Buenos Aires. Następnie w Dublinie 3 kwietnia, a 10 kwietnia w Hollywood (Dolby Theatre).
Przedsprzedaż DVD i Blu-ray rozpoczęto w Ameryce Północnej 24 kwietnia 2013. Miesiąc później ogłoszono, że brytyjski oddział Universal Studios wypuści film w wersji DVD 6 sierpnia 2013. Wydania Blu-ray zawierają komentarz Toma Cruise'a i reżysera Josepha Kosinskiego, a także usunięte sceny, izolowaną ścieżkę dźwiękową M83 oraz serię nagrań z powstawania filmu. Blu-ray zadebiutował jako numer 1 sprzedaży już w pierwszym tygodniu.

## Box office
W pierwszy weekend po premierze film zarobił w Ameryce Północnej 37,1 miliona dolarów, w tym 5,5 miliona dolarów z pokazów IMAX w 323 kinach, co uczyniło go najlepszą premierą Toma Cruise’a w Ameryce Północnej po serii filmów Mission: Impossible i Wojnie światów.
Niepamięć zarobiła 89,1 mln dolarów w USA i 198,8 mln dolarów na całym świecie, co daje łączną kwotę 287,9 mln dolarów.